# Llengües paleosiberianes

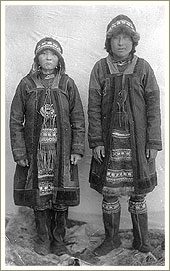
Iukaguirs de Yacutia.

Les llengües paleosiberianes són un conjunt de llengües parlades a l'extrem nord-occidental d'Àsia que tot i no constituir cap família lingüística, s'agrupen sota aquest nom, per desconeixement dels filòlegs en no poder ser encabides en els altres grups de la zona. Són llengües diferents parlades a zones remotes de Sibèria i que l'única cosa que tenen en comú és la suposició que són anteriors a les llengües turqueses i les manxú-tungús. Darrerament han estat desplaçades totes pel rus. Està formada per quatre famílies:
- La família txukokto-kamtxatka
  - Koriak
  - Txuktxi
  - Alutor
  - Kerek
  - Itelmen
- Iukaguir
- Quet
- Nivkh

Lingüisticament es caracteritzen per:
- En sintaxi, afavoreix les construccions ergatives amb marques que indiquen l'agent o instrument de l'acció.
- En fonologia, tenen consonants postvelars (K no és q')
- Hi ha harmonia vocal de diverses classes i alternances consonàntiques.
- Té una forta tendència a la composició o circumflexió, com al txuktxi ga-mor-ïk-orw-ima (el nostre trineu), ga-mor-ïk-tor-orw-ïma (el nostre trineu nou) i ga-tor-orw-ima (al nostre trineu).

Tot i que no es parla a Sibèria, hi ha qui considera l'ainu com a membre d'aquest grup. D'altres filòlegs les relacionen amb el grup na-dené o amb les llengües esquimoaleutianes